# Миролюбово
Миролюбово е село в Югоизточна България. То се намира в община Бургас, област Бургас.

## География
Селото се намира на 20 km от общинския и областен център Бургас, на 13 km от Айтос, на 7 km от Българово и на 12 km от Камено.

## История
Старото име на селото е Домусорман (до 1951). Основано е през 1923 г. от бежанци от Одринска Тракия.

## Население

### Етнически състав
Преброяване на населението през 2011 г.
Численост и дял на етническите групи според преброяването на населението през 2011 г.:
|                     | Численост |
| Общо                | 107       |
| Българи             | 103       |
| Турци               | 4         |
| Цигани              | -         |
| Други               | -         |
| Не се самоопределят | -         |
| Неотговорили        | -         |

## Религии
Православно християнство.

## Културни и природни забележителности
В близост се намират Бургаски минерални бани